# Naway Nwe
De Nieuwe Generatie Beweging of Naway Nwe (Koerdisch Cullanewey Newey Nwê  / جوڵانه‌وه‌ی نه‌وه‌ی نوێ, Arabisch: حراك الجيل الجديد) is een Koerdische politieke partij uit Irak die is opgericht om deel te nemen aan de algemene verkiezingen van 2018. 